# Peugeot Type 95
La Peugeot Type 95 est un modèle d'automobile produit par le constructeur français Peugeot en 1907.